# Kapchorwa
Kapchorwa – miasto w Ugandzie, stolica dystryktu Kapchorwa.